# Lipolist
Lipolist (en serbe cyrillique : Липолист) est une localité de Serbie située sur le territoire de la ville de Šabac, district de Mačva. Au recensement de 2011, elle comptait 2 197 habitants.
Lipolist est officiellement classé parmi les villages de Serbie.

## Géographie
Lipolist est situé à 23 km de la ville de Šabac, à environ 40 km de Loznica et à environ 100 km de Belgrade. La localité se trouve à la lisière de la région de la Mačva et des monts Cer.
La localité est entourée par les localités suivantes :
| Petlovača | Duvanište | Bogosavac |
|           | Lipolist  | Dobrić    |
| Petkovica | Bela Reka | Culjković |

## Histoire

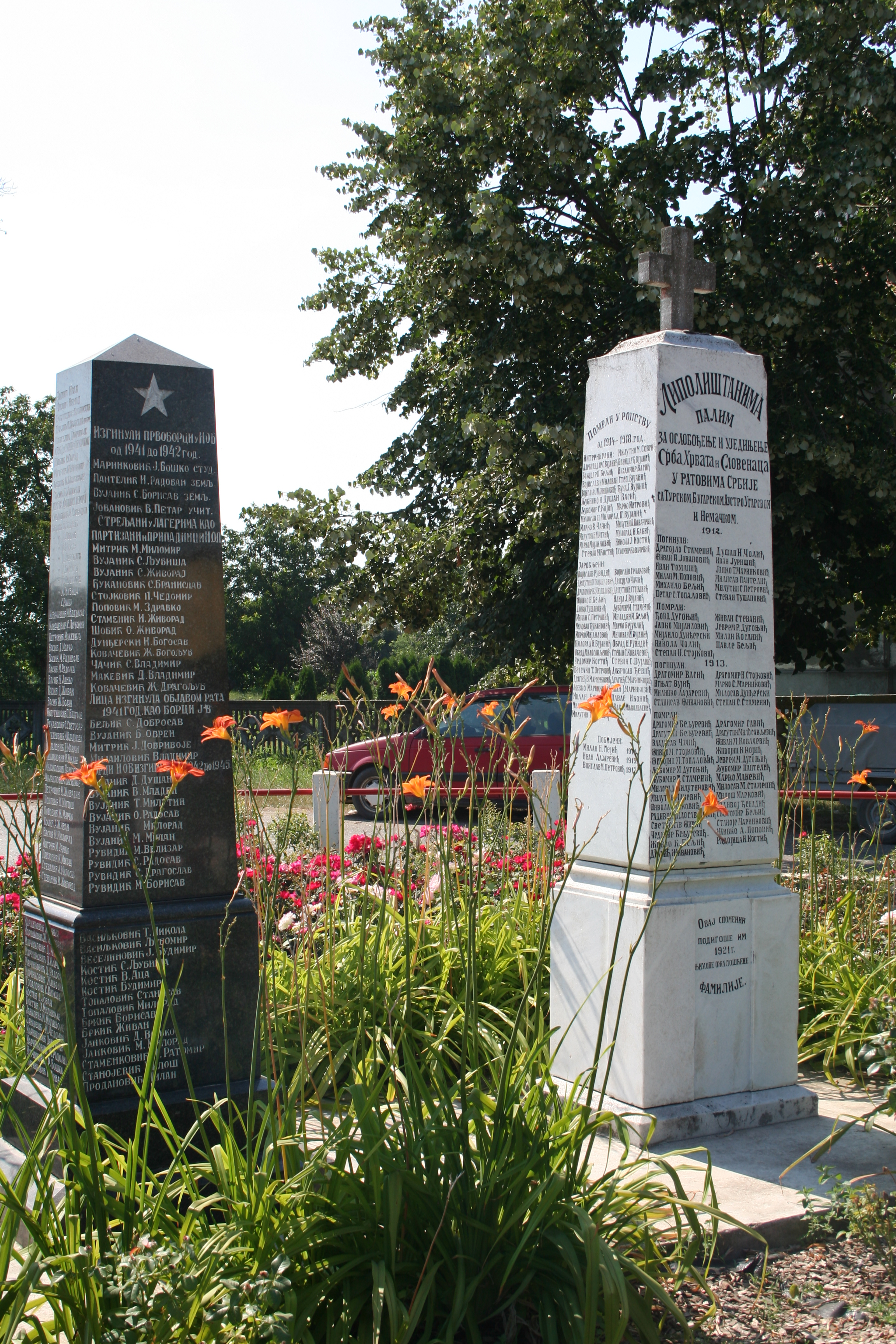
Monuments aux morts au centre de la localité.

## Démographie

### Évolution historique de la population
| 1948  | 1953  | 1961  | 1971  | 1981  | 1991  | 2002  | 2011  |
| ----- | ----- | ----- | ----- | ----- | ----- | ----- | ----- |
| 3 147 | 3 393 | 3 414 | 3 357 | 3 212 | 2 955 | 2 582 | 2 197 |

|  |

## Économie
L'activité principale de la localité est l'agriculture. Les roses sont cultivées dans ce village depuis des décennies et, aujourd'hui, une vingtaine d'habitants sont engagés dans la production de cette fleur ; les roses sont vendues en Russie, en Bosnie-Herzégovine, au Monténégro, en Macédoine, en Hongrie et dans d'autres pays ; elles arrivent même aux Pays-Bas. Lipolist est ainsi jumelé avec le village néerlandais de Lottum, dans la commune de Horst aan de Maas (Horst-sur-Meuse), et il participe au projet de coopération transfrontalière « Rosis, Rosas, Rosarum ». Le peintre Slobodan Topalović affirme dans une entrevue donnée au journal Glas javnosti : « Nous sommes un peuple flamand et Lipolist, c'est les Pays-Bas de la Mačva. Les habitants de Lipolist le disent eux-mêmes. Ils ont gagné beaucoup d'argent en vendant des roses aux Néerlandais eux-mêmes… ».
La qualité de la production de mûres à Lipolist est également reconnue.

## Culture et tourisme
Chaque année, vers le 15 juin, se déroule dans le village un festival appelé « Les roses de Lipolist » (en serbe : Ruže Lipolista), organisé par une association qui porte le même nom. Il offre une occasion de réunir des amateurs des roses et des professionnels horticoles du secteur.
L'église de la Dormition-de-la-Mère-de-Dieu de Lipolist, construite en 1872, est inscrite sur la liste des monuments culturels protégés de la république de Serbie (no SK 2043),,. L'intérêt architectural de l'édifice consiste en la juxtaposition d'une influence de l'architecture médiévale serbe et d'une influence de l'architecture de l'Europe centrale,, mélange précurseur du style serbo-byzantin moderne qui, influencé par l'architecture médiévale, allait fleurir à la fin du XIXe siècle et dans la première moitié du XXe siècle,.

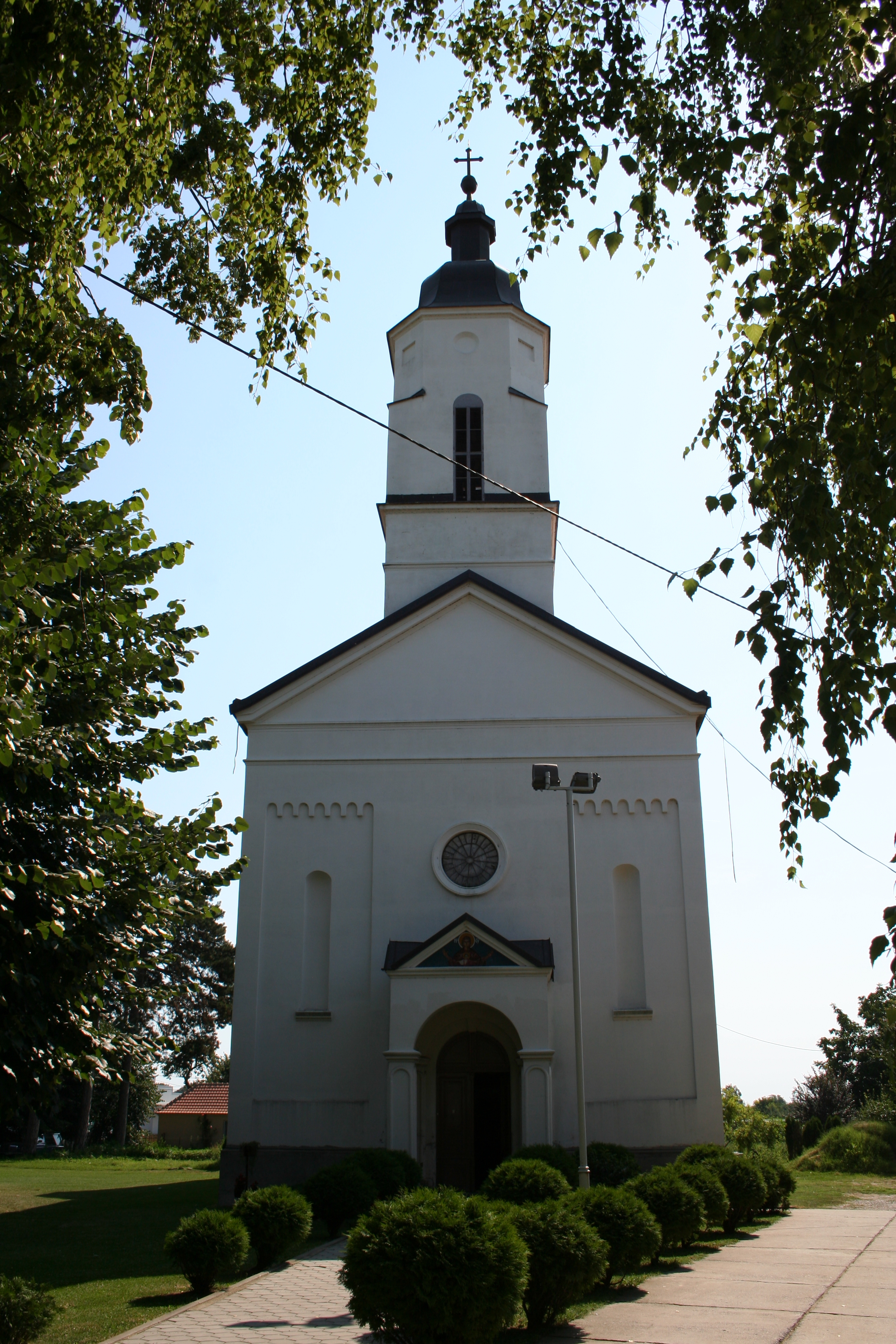
La façade occidentale de l'église.
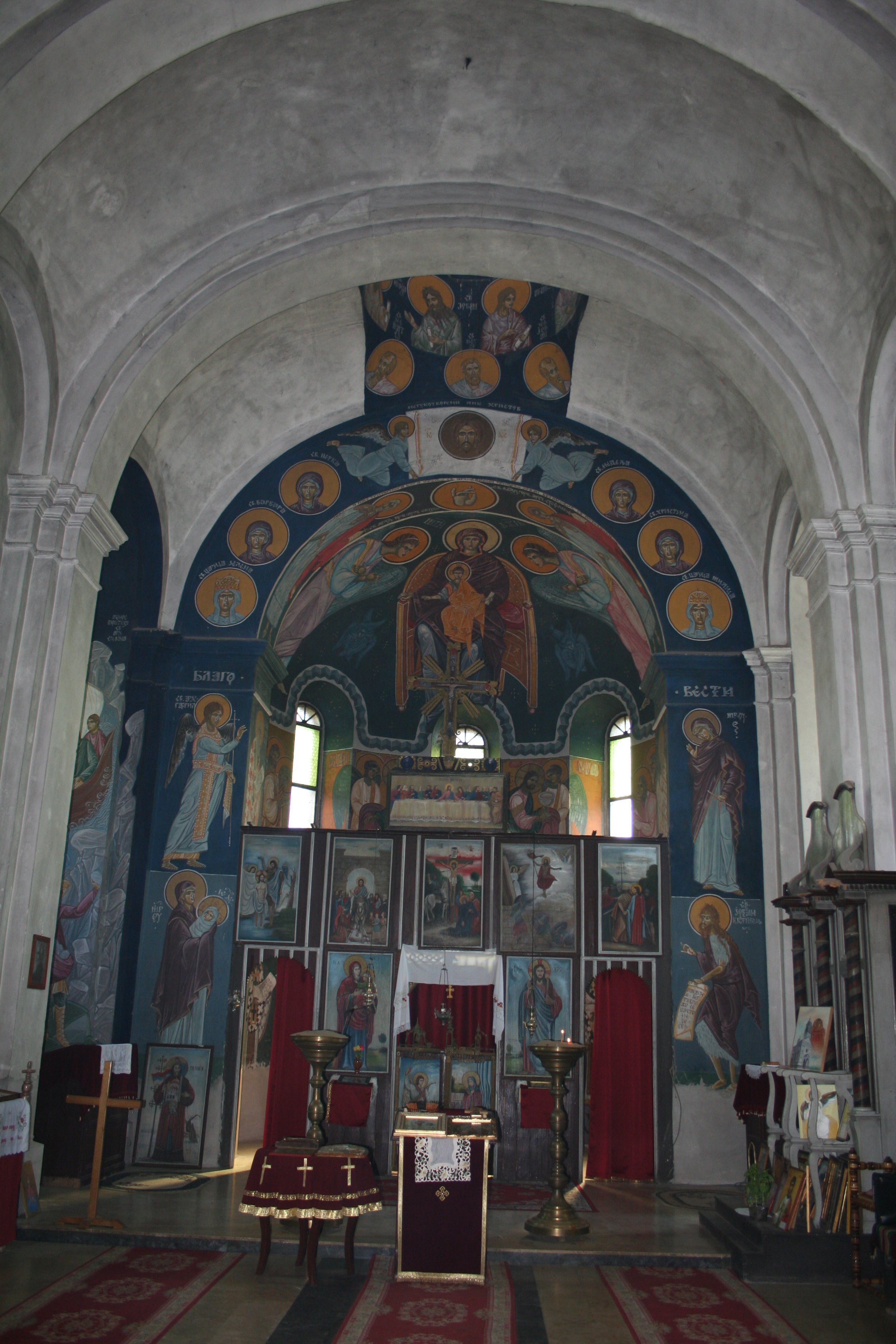
L'iconostase de l'église, avec des fresques.

Sur le territoire de la localité se trouve l'ethno-village Topalović, ainsi nommé d'après le nom de son propriétaire Slobodan Topalović, un peintre qui a été l'élève de Milić od Mačve (1934-2000). Ce village abrite plusieurs bâtiments caractéristiques de l'architecture traditionnelle de la région de la Mačva, ainsi qu'une grande collection d'objets usuels anciens et de peintures à valeur ethnographique qui représentent les us et les coutumes de la vieille Serbie,. Dans une grange, un musée a été installé, où sont notamment exposés de vieux placards et des véhicules traditionnels dont des charrettes ; y est également reconstituée une authentique salle à manger dotée d'un restaurant pour les touristes qui propose des repas et des boissons typiques de la région. Slobodan Topalović a également ouvert une galerie de peintures dans le village, la « Galerie près du buis de grand-mère Anđa » (en serbe : Galerija kraj baba Anđinog šimšira) ; la galerie doit son nom au fait que les ouvriers voulaient abattre un buis qui les gênait pour l'installation de leurs échafaudages ; Topalović a préféré raccourcir le bâtiment de sa galerie plutôt que de faire détruire le buis de sa grand-mère.

Vues de l'ethno-village.
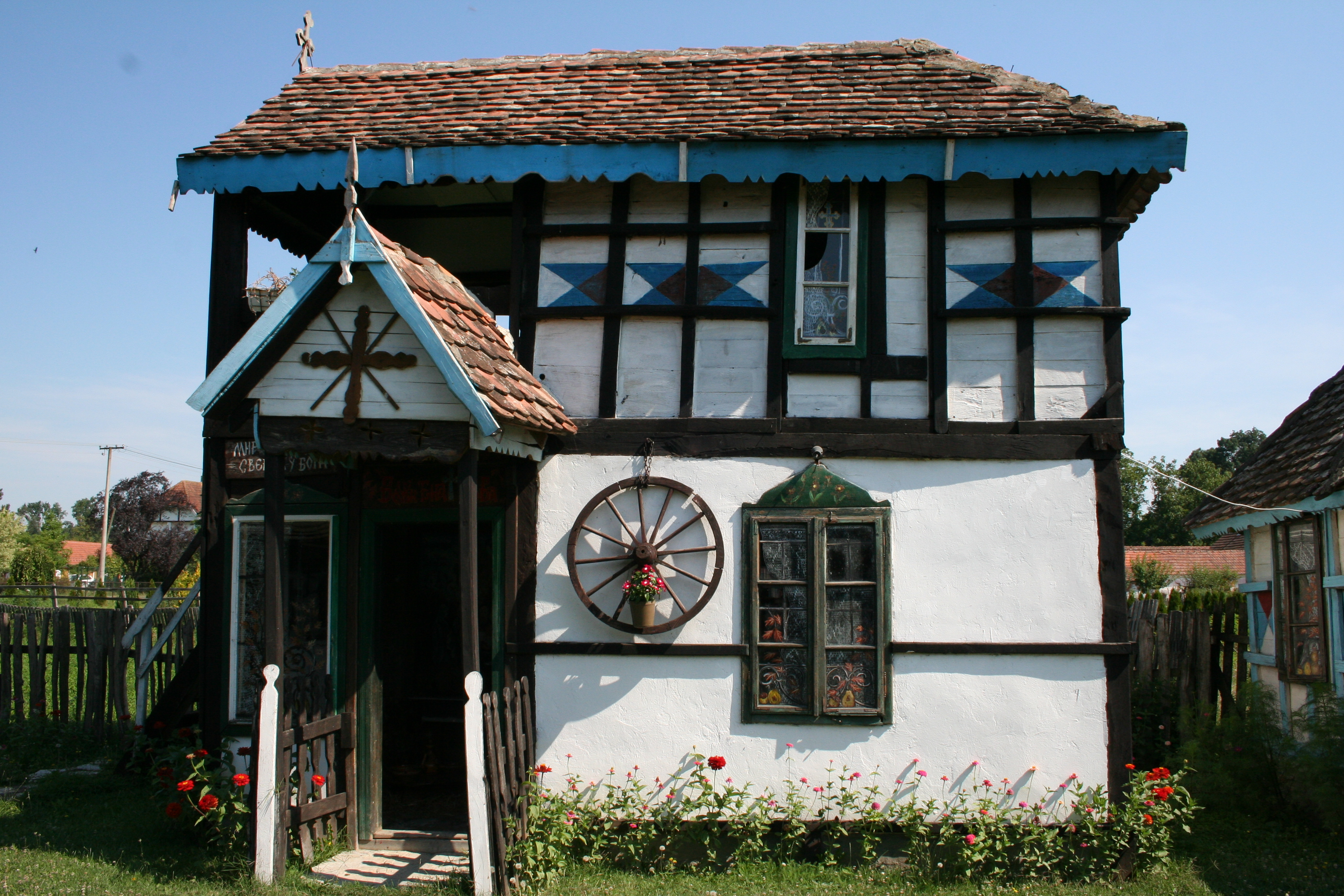
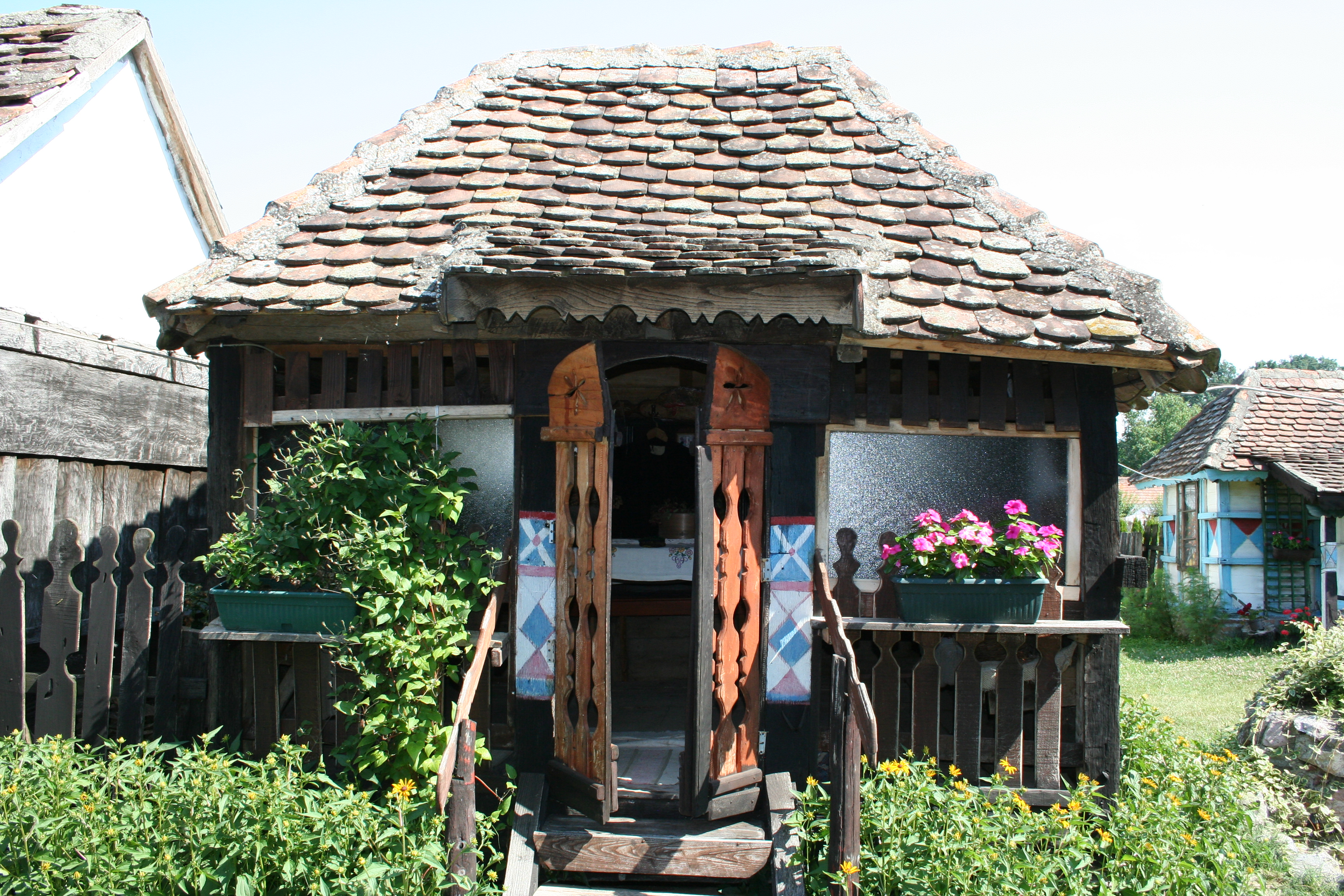
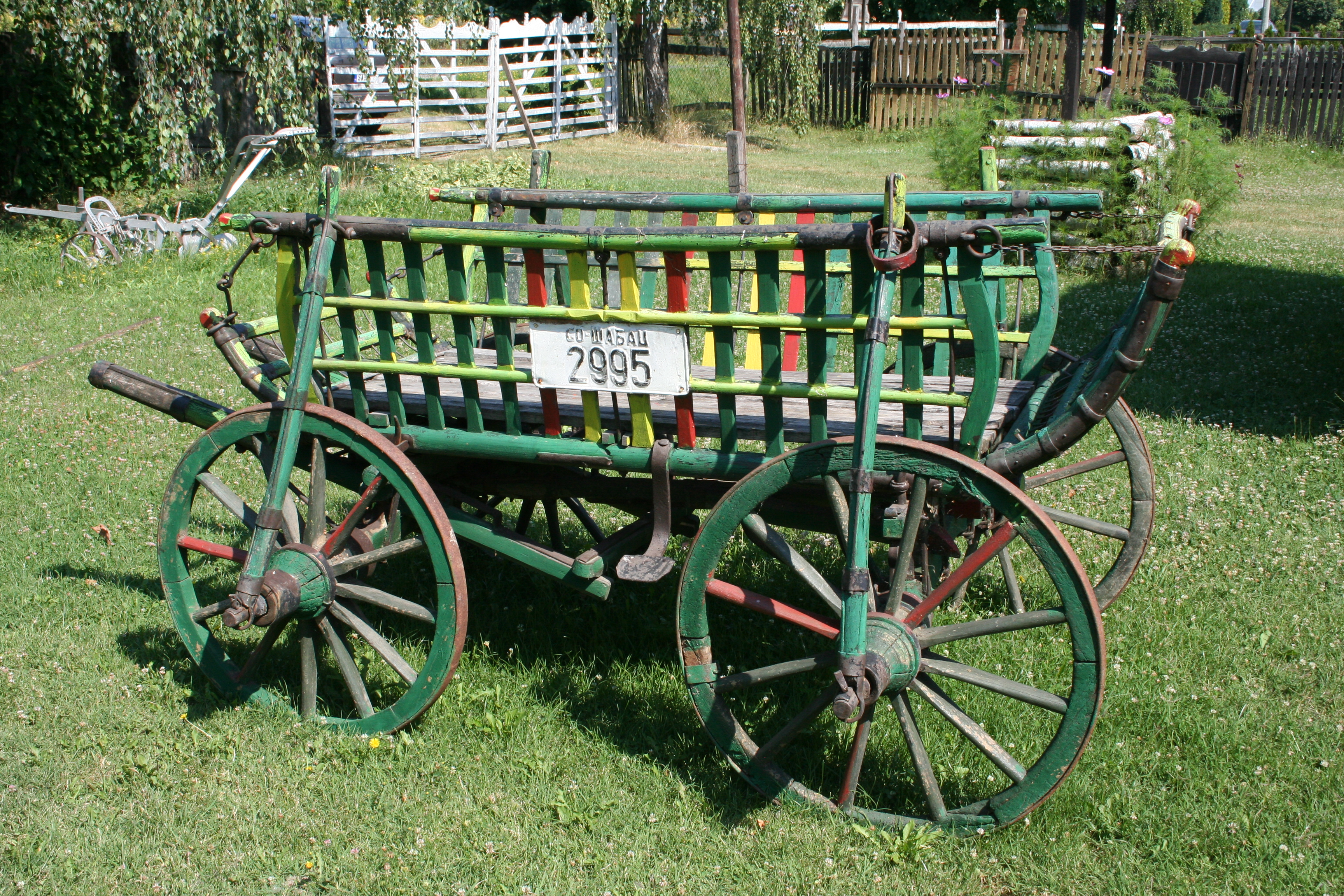
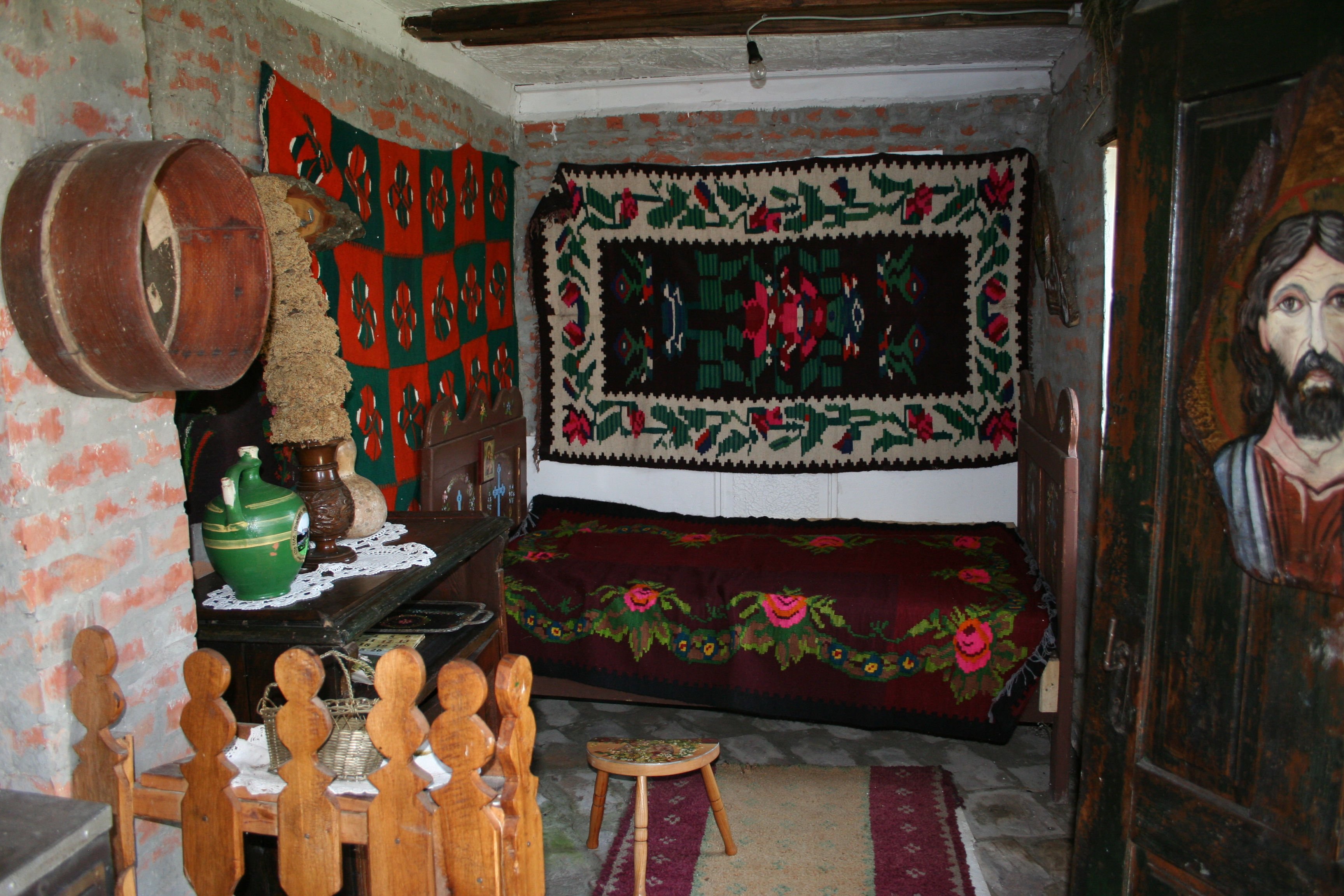
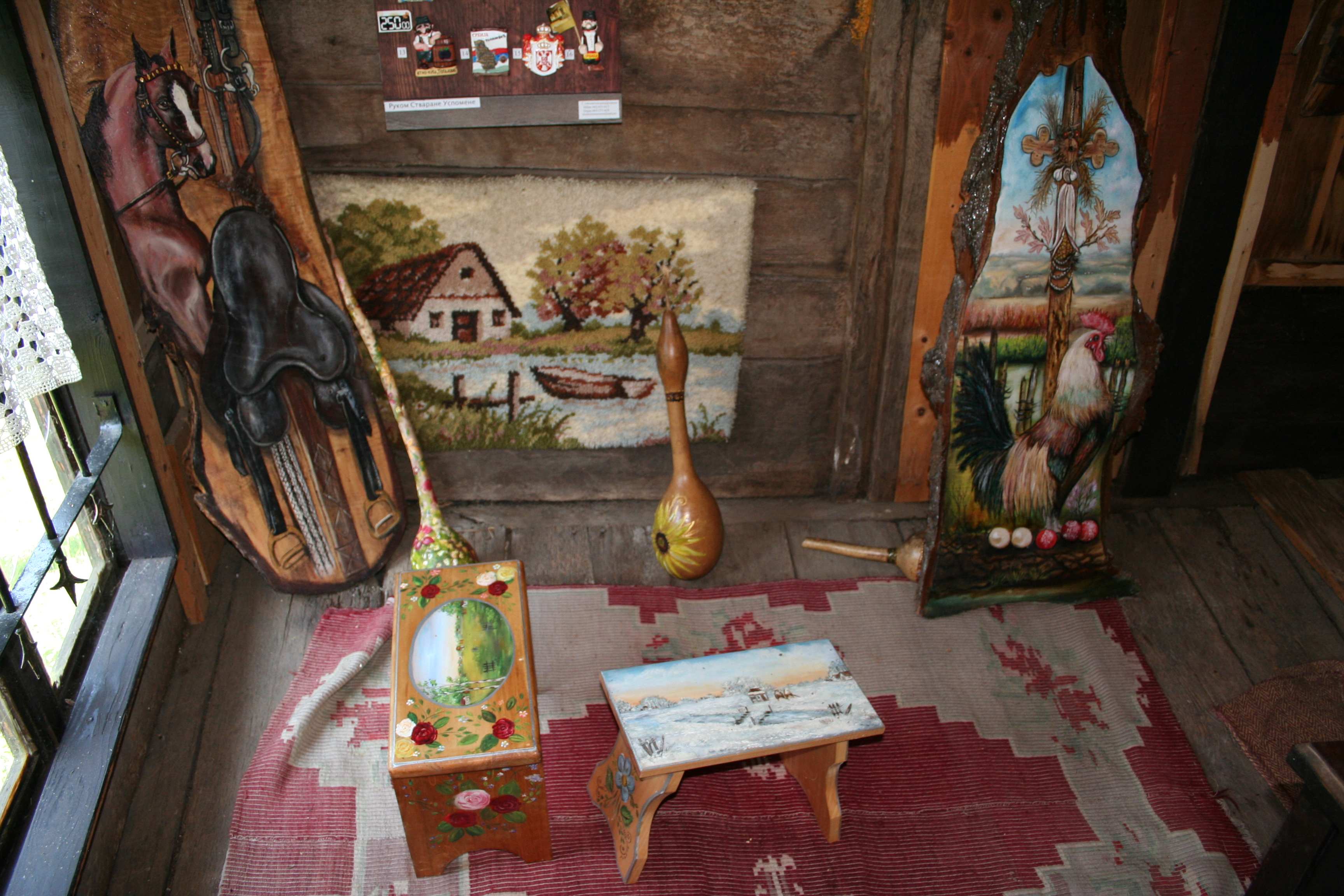
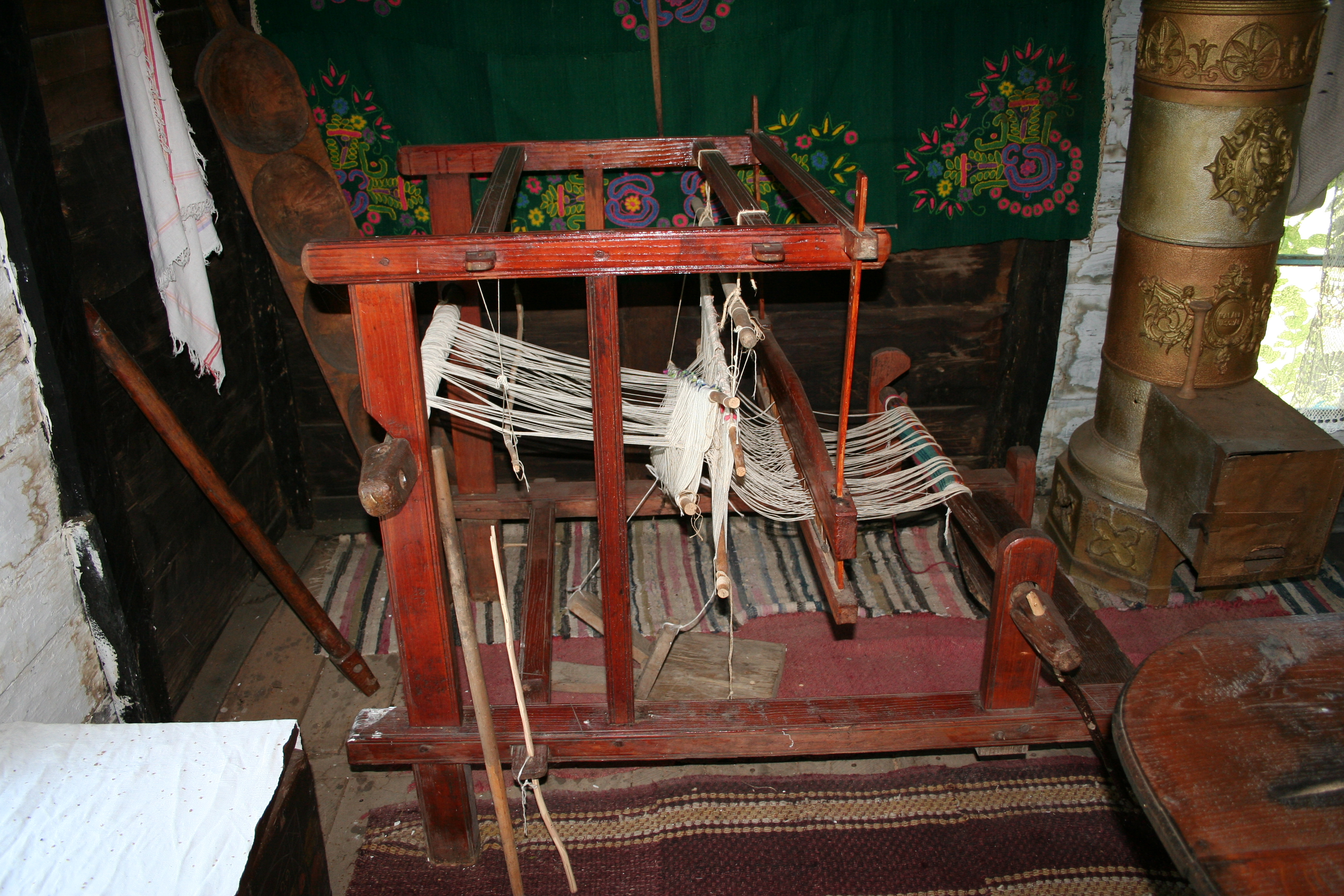

## Personnalité
L'architecte Milorad Ruvidić (1863-1914) est originaire de Lipolist ; il a construit de nombreux bâtiments en Serbie, à Niš, Belgrade, Pirot et Smederevo et il a travaillé pendant 12 ans au ministère de la Construction à Belgrade.